# 雪野りこ
雪野 りこ（ゆきの りこ）は、AV女優。身長：134cm、体重：32kg、スリーサイズ：B：70 - W：50 - H：72 cm。2013年デビュー。

## 作品

### アダルトビデオ
2013年
- ヤバい!!ちっちゃい娘がSEXしてる 身長134cm、体重32kg、超人気の現役メイドカフェ店員 雪野りこ 18歳AVデビュー（2月21日、ナチュラルハイ）
- ヤバい!!ちっちゃい娘が子作りしてる 身長134cm、体重32kg 超人気の現役メイドカフェ店員 雪野りこ 18歳はじめての生中出し12発（3月23日、ナチュラルハイ）
- 日焼けのロリィーちゃん雪野りこ134cm（6月1日、ミニマム）
- おもちゃの国の無垢無垢三姉妹（6月6日、サディスティックヴィレッジ）
- りことおじさんの本物中出し秘密基地（6月25日、本中）
- 帰省先のエロ爺に犯されまくる孫娘（6月28日、EROTICA）
- 羞恥！「はい、大陰唇開いて」憧れの医大生に捧げられた私…臨床研修の被検体で全裸にさせられる看護学生！（7月6日、サディスティックヴィレッジ）
- 堕胎近親相姦 多重人格キチガイ父さん（9月1日、プラネットプラス）
- ロリ専科 売られる美少女りこ 1●歳 134cm（9月6日、GLAY'z）
- 幼女時代04 いつもとちがうおままごと りなとりこ（9月6日、WAAP ENTERTAINMENT）
- 極小緊縛パイパンロ●ータ3人組 中出し孕ませ凌辱大輪姦（9月27日、Fist Star）
- ロリ専科 義父や義兄に中出しされるパイパン美少女（10月4日、GLAY'z）
- 小粒パイパンロリ姫達のソープマット大特訓（10月13日、オレンジ）
- りこちゃんは134cmの小○生（10月25日、I.B.WORKS）

2014年
- ロリ専科 淫靡な女へと変貌するある美少女の記録 あの笑顔はいつまでも記憶の中に…（2月7日、GLAY'z）